# Rita Angus
Rita Angus (12 de março de 1908 - 25 de janeiro de 1970), conhecida também como Rita McKenzie depois de 1941, foi uma pintora e gravadora neozelandesa. Junto com Colin McCahon e Toss Woollaston, ela é considerada uma das figuras mais importantes da arte neozelandesa do século XX. Dedicou-se principalmente à pintura a óleo e aquarela.